# Schrei! (Subway-to-Sally-Album)
Schrei! ist ein 2000 bei BMG/Ariola erschienenes Live-Album der Potsdamer Band Subway to Sally. Es handelt sich hierbei um einen Mitschnitt von zehn Konzerten der „Hochzeit Herbsttour 1999“ der Band. Aufnahmezeitraum war vom 14. bis 23. Oktober 1999, Aufnahmeorte waren Halle, Biberach, Karlsruhe, Dortmund, Übach-Palenberg, Mainz, Braunschweig, Leer, Lauterbach und Erfurt. 

## Besonderheiten
Schrei! war bis zum Erscheinen der Nackt-CD/DVD das einzige Subway-to-Sally-Album, auf dem „Horo“ zu hören ist – ein Mouth-Music-Song, zu dessen Entstehung es mehrere Theorien (sowie mehrere Textfassungen) gibt. Laut Eric Fish entstand diese Art von Musik, nachdem den Schotten durch die Königsherrschaft der Engländer im Mittelalter die eigene Kultur verwehrt und als ketzerisch angesehen wurde. Dazu gehörte vor allem das Spielen der althergebrachten Instrumente, vor allem des Dudelsacks. Diese wurden dann durch „Mouth Music“, also das Nachsingen der Töne, ersetzt. Allerdings wird auch hier Text gesungen. Eine einheitliche, von der Band veröffentlichte Fassung dieses Songs existiert jedoch nicht.
Der Titel des Albums rührt von einer von Subway to Sallys Konzerttraditionen her: Zur Einstimmung des Publikums (oder zum Anheizen) fordert Eric Fish während eines Konzertes das Publikum immer wieder mal mit den Worten „Und der Schrei!“ zum Schreien auf – was auch jedes Mal mit einem Schrei beantwortet wird. „Der Schrei“ wird auch jedes Mal von Eric Fish erklärt: „Für all diejenigen unter Euch, die das erste Mal bei uns sind: Ein Schrei kommt hierher (Griff ans Herz), hierher (Griff an den Bauch), hierher (Griff ans Gemächt), und gar nicht hierher (Griff an den Kopf)…“
Schrei! ist außerdem das letzte Werk der Band, auf dem Sänger Eric Fish noch mit langen Haaren zu sehen ist. Des Weiteren stellt dieses Album das Vertragsende mit BMG/Ariola dar.

## Titelliste
1. Intro – 01:11
2. Böses Erwachen – 03:48
3. Mephisto – 04:31
4. Das Opfer – 03:28
5. Unterm Galgen – 03:48
6. Grabrede – 04:39
7. Traum vom Tod II – 03:12
8. Der Sturm – 03:50
9. Horo – 01:54
10. Minne – 03:10
11. Die Hexe – 04:46
12. Liebeszauber – 05:39
13. Die Braut & der Bräutigam – 04:31
14. Ohne Liebe – 04:19
15. Henkersbraut – 05:12
16. Julia und die Räuber – 03:35
17. Carrickfergus – 01:38
18. Maria – 04:58

## Illustration
Das Schrei!-Album wurde nach der Veröffentlichung des Hochzeit-Albums und auf der dazugehörigen Tour aufgenommen. Von daher ist auch das Livealbum optisch diesem angeglichen, d. h. das Element des rot-schwarzen, wolkenverhangenen Himmels kehrt hier wieder. Das Cover zeigt die erste Reihe eines Konzertes der Band beim Wacken Open Air vor ebendiesem Himmel.